# Gimli
(Da Il Signore degli Anelli: Le Due Torri di J. R. R. Tolkien Il Fosso di Helm, libro terzo, Capitolo VII)
Gimli è un personaggio di Arda, l'universo immaginario fantasy creato dallo scrittore inglese J. R. R. Tolkien. È uno dei protagonisti del famoso romanzo Il Signore degli Anelli.
È un Nano della dinastia di Durin, figlio di Glóin e membro della Compagnia dell'Anello dal 3018. In seguito viene chiamato "Amico degli Elfi" per via della profonda amicizia che lo lega all'elfo Legolas. Gimli porta con sé un'ascia, un'arma che brandisce con destrezza. In seguito Glóin, suo padre, gli dona la propria ascia.

## Storia
Nato nell'anno 2879 della Terza Era, Gimli è figlio di Glóin e nipote di Óin, entrambi ex compagni di viaggio di Bilbo Baggins. È un discendente di Durin il Senzamorte, primo dei Sette Padri dei Nani, ma non fa parte della famiglia reale. Attraverso il padre, Gimli è anche cugino di primo grado di Balin, Signore di Moria, e di suo fratello Dwalin, anche loro ex compagni di viaggio di Bilbo. Nei Racconti incompiuti viene spiegato che a Gimli fu impedito di accompagnare il padre nella Cerca di Erebor perchè Thorin e la Compagnia lo ritenevano troppo giovane, anche se Gimli, che all'epoca aveva sessant'anni, si considerava maturo per l'impresa e fu deluso di essere stato lasciato indietro.
Nell'anno 2941 vive con suo padre ad Erebor. Nell'anno 3018 un messaggero di Mordor si rivolge al Re sotto la Montagna, Dáin II, offrendo un'alleanza e chiedendo notizie di uno hobbit che possedeva un anello, poichè Sauron era venuto a conoscenza del fatto che il nome di Baggins non era sconosciuto al re dei nani. Non fidandosi del messaggero, Dáin invia Glóin e Gimli a Gran Burrone per chiedere consoglio ad Elrond e avvertire Bilbo che il nemico lo sta cercando. Inoltre, i nani di Erebor speravano di avere da Elrond notizie sulla spedizione di Balin per tentare di ricostituire il regno di Moria, della quale non si sapeva nulla da oltre vent'anni. Prende così parte al Consiglio di Elrond, e viene scelto come rappresentante della razza dei nani nella Compagnia dell'Anello. Durante il viaggio conoscerà l'elfo Legolas, i due inizialmente avranno dei dissapori dovuti all'antico e mai sopito astio tra le rispettive razze, con il proseguire del viaggio inizieranno ad andare d'accordo e diventano grandi amici. A Moria affronta la dura prova di varcare il cancello delle miniere e di vedere che tutti i nani che avevano accompagnato Balin erano morti per mano dei Goblin che infestavano la zona.
Durante la sua permanenza a Lothlórien rimane talmente impressionato dalla bellezza, affabilità e comprensione di Galadriel che osa chiederle in dono un suo capello. L'elfa, fra lo stupore di tutti i presenti, acconsente, donandogliene ben tre. Per questo motivo Gimli viene anche chiamato "Portatore della Ciocca", perché fa incastonare i capelli di Galadriel in un cristallo di rocca.
Si dimostra intrepido e risoluto in battaglia. Nello scontro al Fosso di Helm salva la vita a Éomer, e vince una strana gara con Legolas per chi uccide più Orchi. Nel resto del libro accompagna sempre Aragorn, combattendo al suo fianco.
Dopo aver preso parte a tutte le battaglie della Guerra dell'Anello, diventa signore delle Caverne Scintillanti, chiamate anche Caverne di Aglarond, e forgia i nuovi cancelli di Minas Tirith in ferro e mithril. Secondo quanto afferma il Libro Rosso, nell'anno 120 della Quarta Era naviga oltre mare con Legolas, discendendo il fiume Anduin con una nave costruita dallo stesso Elfo, spinto dal desiderio di ammirare nuovamente la bellezza di dama Galadriel e dal desiderio di rimanere con l'amico. Gimli è il primo nano a cui è permesso di salpare per Valinor, probabilmente grazie a Galadriel, potente tra gli Eldar, che non si era dimenticata di lui.

## Aspetto
Nel libro La Compagnia dell'Anello, alla partenza da Gran Burrone, Gimli indossa una corta Cotta di maglia d'acciaio, e brandisce un'ascia dalla larga lama, che durante la marcia, porta con sé infilata nella propria cinta. Ai piedi porta dei pesanti stivali nanici mentre in testa, porta un cappuccio.
Successivamente ad Edoras, in vista della battaglia al Fosso di Helm, Théoden dona a Gimli in segno di amicizia, dal tesoro reale custodito a Meduseld, un "berretto" di ferro e cuoio quasi fatto appositamente per la sua testa tonda ed un piccolo scudo. Quest'ultimo, sul quale era inciso un bianco cavallo galoppante sul fondo verde, emblema della casa di Eorl, fu fatto ai tempi del Re Thengel per Théoden, quando quest'ultimo era un giovane ragazzo.

## Adattamenti
Nella trilogia de Il Signore degli Anelli diretta da Peter Jackson, il ruolo di Gimli è interpretato da John Rhys-Davies con la voce italiana di Renato Mori. Il personaggio viene menzionato nel film Lo Hobbit - La desolazione di Smaug.